# 太陽の碧
「太陽の碧」（たいようのあお）はDir en greyのメジャー8枚目のシングル。

## 概説
- 初回特典：特殊仕様
- TBS系『エクスプレス』お天気コーナー使用曲。
- シングルとしては、Dir en grey初のセルフ・プロデュース作品。前シングル「[KR]cube」から間髪入れず、アルバム『MACABRE』に先駆けて発売された。
- 彼らのシングルでは、本作が10万枚以上を売り上げた最後の作品となった。
- PVの中にもジャケットの女性が登場している。

## 曲目
1. 太陽の碧
（作詞:京 作曲:薫 編曲:Dir en grey）
2. children
（作詞:京 作曲:Die 編曲:Dir en grey）
3. 太陽の碧-Mix®-
（Remixed by Toshiya）
「脈」のアレンジと同じで小芝居風になっている。 常夏のビーチに来た若い女性達が偶然メンバーに出くわして夜遊びに行く＝SEXをする、という内容。しかも「イっちゃうの？」と呆れられる。最初に出くわしたとき、なぜかToshiyaだけが、「誰ぇ？ 知らな～い」と冷たくされている。